# كونراد بليوا
كونراد بليوا (من مواليد 27 فبراير 1992) هو لاعب كرة قدم بولندي محترف لعب مؤخرًا كمدافع لنادي نيويورك كوزموس في الاتحاد الوطني المستقل لكرة القدم.

## حياة مهنية
لعب في أكاديمية نيويورك ريد بولز سنة 2010. خلال موسمي 2012 و2013، لعب لفريق نيويورك ريد بولز أقل من 23 عامًا في الدوري الوطني الممتاز لكرة القدم . لعب أيضًا كرة القدم الجامعية في جامعة سيتون هول من عام 2010 إلى عام 2014. أثناء وجوده مع فريق القراصنة لعب 54 مباراة وسجل 5 أهداف وسجل 9 تمريرات حاسمة. 

### الاحتراف
في ماي 2013، ذهب للمحاكمة مع النادي البولندي الأعلى فيسوا كراكوف .
وقع مع نيويورك ريد بولز الثاني لموسم 2015 وظهر لأول مرة كلاعب أساسي للفريق في أول مباراة له على الإطلاق في 28 مارس 2015 و انتهت المباراة تعادل 0-0 مع روتشستر وحيد القرن . في 20 جوان 2015، سجل هدفه الأول للنادي،و فاز الفريق 2-0 على لويزفيل سيتي . في 27جوان2015، سجل هدفين في الشوط الثاني لصالح نيويورك و فازو 4-1 على سانت لويس .  
في 23 جويلية 2015، ظهر لأول مرة مع فريق نيويورك ريد بولز الأول و فازو 4-2 على أبطال الدوري الإنجليزي الممتاز تشيلسي في مباراة الكأس الدولية للأبطال 2015 .  في 22 ماي2016، ساعد بليوا جونيور فليمنجز في الفوز بالمباراة المتأخرة وساعد نيويورك ايضاعلى الفوز ب1-0 على إف سي مونتريال وتم اختياره في فريق الأسبوع في اي اس ال لأدائه. 

## الإحصائيات المهنية
آخر تحديث 28 September 2020.
| النادي                  | موسم            | الدوري  | الدوري  | التصفيات | التصفيات | كأس الولايات المتحدة المفتوحة | كأس الولايات المتحدة المفتوحة | الكونكاكاف | الكونكاكاف | المجموع | المجموع |
| النادي                  | موسم            | تطبيقات | الأهداف | تطبيقات  | الأهداف  | تطبيقات                       | الأهداف                       | تطبيقات    | الأهداف    | تطبيقات | الأهداف |
| ----------------------- | --------------- | ------- | ------- | -------- | -------- | ----------------------------- | ----------------------------- | ---------- | ---------- | ------- | ------- |
| نيويورك ريد بولز الثاني | 2015            | 24      | 3       | 2        | 0        | 1                             | 0                             | 0          | 0          | 27      | 3       |
| نيويورك ريد بولز الثاني | 2016            | 23      | 0       | 4        | 0        | 0                             | 0                             | 0          | 0          | 27      | 0       |
| نيويورك ريد بولز الثاني | المجموع         | 47      | 3       | 6        | 0        | 1                             | 0                             | 0          | 0          | 54      | 3       |
| نادي سانت لويس          | 2017            | 20      | 1       | 0        | 0        | 0                             | 0                             | 0          | 0          | 20      | 1       |
| الملوك الحقيقيون        | 2018            | 11      | 2       | 1        | 0        | 0                             | 0                             | 0          | 0          | 12      | 2       |
| الملوك الحقيقيون        | 2019            | 19      | 2       | 4        | 1        | 0                             | 0                             | 0          | 0          | 23      | 3       |
| الملوك الحقيقيون        | المجموع         | 30      | 4       | 5        | 1        | 0                             | 0                             | 0          | 0          | 35      | 5       |
| نيويورك كوزموس          | 2020–21         | 4       | 0       | 3        | 0        | 0                             | 0                             | 0          | 0          | 7       | 0       |
| المجموع الوظيفي         | المجموع الوظيفي | 101     | 8       | 14       | 1        | 1                             | 0                             | 0          | 0          | 116     | 9       |

## مرتبة الشرف

### النادي
نيويورك ريد بولز الثاني
- كأس USL (1): 2016

الملوك الحقيقيون
- كأس USL (1): 2019

## روابط خارجية
- الملف الشخصي للاعب shupirates.com
- كونراد بليوا  على سكروي